# FS E.428
Pour les articles homonymes, voir E428.
 (novembre 2014).
Si vous disposez d'ouvrages ou d'articles de référence ou si vous connaissez des sites web de qualité traitant du thème abordé ici, merci de compléter l'article en donnant les références utiles à sa vérifiabilité et en les liant à la section « Notes et références ».
Le groupe des locomotives FS E.428 fait partie des locomotives électriques conçues, comme de coutume en Italie, par la direction du matériel des Chemins de fer italiens, les Ferrovie dello Stato - FS. Cette série était destinée à trainer les trains rapides de voyageurs.

## Contexte historique
L'arrivée au pouvoir du Parti national fasciste de Mussolini a marqué le début d'une période très prospère pour le monde ferroviaire italien. La mise en service des nouveaux autorails légers et rapides, la Littorina et les importants investissements en infrastructures a considérablement élargi l'utilisation du train dans les déplacements de la population. Le gouvernement mussolinien  entrepris des projets d'expansion grandioses, comme l'accélération des travaux d'achèvement de la Gare de Milan-Centrale, la création des trains populaires, la mise en service de rames automotrices électriques rapides, ou encore l'électrification de la ligne Rome-Milan, la ligne la plus importante d'Italie.
Le fascisme voyait, à travers les voies ferrées, le moyen de renforcer les communications et les transports nationaux mais considérait surtout que c'était le meilleur moyen pour renforcer la puissance de l'industrie du pays. Avec les énormes progrès en matière de matériel ferroviaire, Mussolini voulait accroître sa notoriété sur la scène internationale et s'en servir au niveau de la propagande intérieure.
Costanzo Ciano ministre des communications, Edoardo Torre commissaire spécial des FS et Benito Mussolini lui-même, étaient bien conscients des effets liés à l'évolution des chemins de fer et durant les vingt ans qui suivirent, les investissements dans ce domaine n'ont jamais manqué et les résultats furent à la hauteur des efforts consentis.
Dans ce scénario historique, avec l'ouverture de la première tronçon de la ligne électrifiée entre Bologne et Florence, le pouvoir a commandé des locomotives aux performances exceptionnelles pour l'époque. Elles devaient être capables de tirer des trains lourds composés d'un nombre important de nouvelles voitures métalliques et non plus en bois, à des vitesses bien supérieures à celles pratiquées sur  les grandes lignes. Le défi a été relevé par l'équipe de conception de l'ingénieur Giuseppe Bianchi, responsable du "Service Matériel et Traction" des FS de Florence.
Durant la seconde moitié des années 1930, les chemins de fer italiens prirent courageusement la décision d'abandonner le courant triphasé pour passer au monophasé courant continu 3 kV sur tout leur réseau. Ils doivent cette évolution technologique à Giuseppe Bianchi.

## Histoire du groupe E.428
Les locomotives E.428 étaient très impressionnantes pour l'époque. Elles étaient caractérisées par la combinaison de plusieurs facteurs : dimensions énormes, très lourdes, très puissantes et rapides. Ces locomotives semblaient construites pour défier n'importe quel concurrent. Leur longueur dépassait de plus de 4 mètres les E.626 déjà en service, et pesaient de dix à vingt tonnes de plus, à cause de leurs deux moteurs supplémentaires. C'est très rapidement devenu l'un des points de fierté pour la technique nationale. D'ailleurs, leur vitesse maximale dépassait les 150 km/h, comme souhaité en haut lieu. Elles auraient dû être accompagnées par leurs « sœurs » plus légères et plus rapides, les E.326, mais elles avaient été limitées à des vitesses inférieures.
Le groupe des E.428 n'est que le troisième groupe à courant continu conçu en Italie car le standard précédent était l'alimentation en triphasé. C'est pour cela que l'on retrouve sur ces modèles des techniques et des solutions typiques des locomotives triphasés, les roues centrales de très grand diamètre et l'utilisation de bogies plus petits pour mieux répartir l'excès de poids.
La première étude des E.428 prévoyait des éléments en saillie
aux deux extrémités avec un schéma de type 2'Do2 '(c'est-à-dire un seul bogie moteur de 4 essieux et deux bogies porteurs à 2 essieux. L'expérience acquise sur les E.326 poussa les concepteurs à réduire la taille des modules en saillie afin d'améliorer la visibilité et augmenter l'espace utile de la cabine. De même, les essais montraient que les efforts reportés sur les rails par la partie rigide de 5 mètres des E.326 imposait de diviser en deux ce bogie qui aurait mesuré plus de 7700 mm, ce qui aurait posé beaucoup de  problèmes.
La première locomotive de la première série de 96 unités, la E.428.001 a été livré en mai 1934. La fabrication s'est étalée jusqu'en 1937. Les premiers tests ont mis en évidence des problèmes de stabilité et de freinage dans certaines conditions particulières. Les FS ont fait apporter des modifications techniques en passant une commande complémentaire de 27 unités le 29 janvier 1937 aux constructeurs  Ansaldo et Reggiane-Ercole Marelli qui avait déjà participé avec Breda C.F. et Fiat à la première fourniture. Ce lot complémentaire a été livré en 1938.
La seconde commande comporta des modifications sur la partie électrique avec l'ajout d'un step supplémentaire sur les réglages des shunt ainsi que l'ajout de prises d'air latérales comme sur les unités Breda C.F. de la première série, les E.428.045 à 069. Le rapport de transmission fut réduit à 29/103. Le tout ajouta quatre tonnes de poids supplémentaire.
Pendant la fabrication du complément de la première série, l'ingénieur Bianchi a été remplacé par l'ingénieur Cesare Carli à la tête du service matériel des FS. Il avait avec lui Alfredo D'Arbela qui sera, après Bianchi, le meilleur concepteur italien de locomotives électriques à qui les FS doivent la «deuxième génération» de locomotives, celles de l'après-guerre.
Le 14 décembre 1937, les FS signent la commande de la seconde série de E.428 de 80 unités. Après le départ de Bianchi, les éléments typiques de sa conception, comme les saillies frontales, ont été abandonnés. La caisse a été entièrement réétudiée pour aboutir à des cabines avancées pour favoriser la visibilité. Cette série a été équipée d'un rapport de transmission standard 29/103. La commande a été passée aux constructeurs Breda C.F., Tecnomasio, Reggiane, Ercole Marelli et Ansaldo, qui ont livré les 81 unités entre 1939 et 1940.
La commande de la troisième série a été signée le 5 avril 1939, elle portait sur 80 unités passée aux constructeurs  Tecnomasio et Ansaldo. Les livraisons débutèrent dès l'année suivante jusqu'en 1943 jusqu'à ce que les bombardements des usines lors de la Seconde Guerre mondiale ont rendu impossible la réalisation de toute la commande qui s'est arrêtée après 39 unités.
La troisième série est celle qui inaugure un profil très aérodynamique. La caisse a été étudiée par d'Arbela et son équipe d'ingénieurs avec le principe de la dynamique des fluides dans le laboratoire de Guidonia à partir d'une maquette au 1:20, puis en grandeur nature. Une étude remarquable pour l'époque.
Cette série a été répartie entre Tecnomasio et Ansaldo. Tecnomasio réalisa la version standard des FS tandis qu'il fut demandé à Ansaldo de fabriquer une version modifiée de 18 unités comportant une transmission plus longue qui augmentait les performances au-delà des 150 km/h théoriques. 

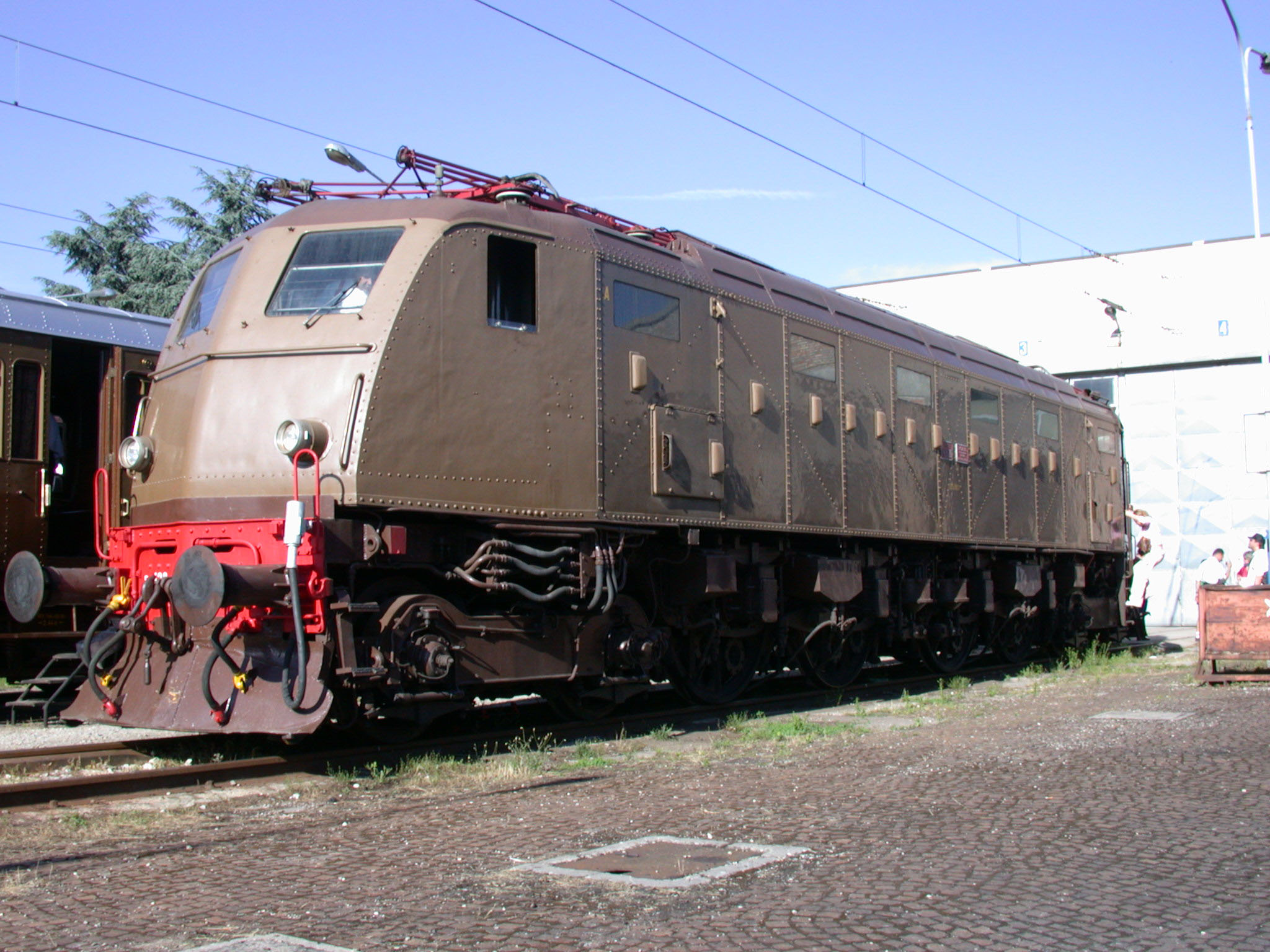
La E.428.226 Pirate en exposition à Rimini en 2004

De nombreuses locomotives E.428 furent endommagées pendant la guerre, toutes sauf deux ont pu être réparées ou reconstruites. Les unités perdues sont la E.428.090, radiée en 1944, et la E.428.242 en 1946.
La E.428.226 a été sauvegardée et a été surnommée Pirate. Elle a été repeinte, mais ce surnom n'a jamais figuré sur la caisse. Il subsiste aujourd'hui dans la littérature spécialisée et dans les mémoires des fans. Elle a été restaurée et repeinte dans sa livrée d'origine en 1997.